# Mecistocephalus gracilis
Mecistocephalus gracilis är en mångfotingart som först beskrevs av Karl Wilhelm Verhoeff 1925.  Mecistocephalus gracilis ingår i släktet Mecistocephalus och familjen storhuvudjordkrypare. Inga underarter finns listade i Catalogue of Life.